# 卡勒·帕尔梅
卡勒·帕尔梅（瑞典語：Calle Palmér，1929年4月17日—2015年2月2日），生于马尔默，瑞典男子足球运动员，司职中场，1949年加入国家队。他曾代表瑞典国家队参加1950年国际足联世界杯，获得季军。